# كورونا (كاليفورنيا)
كورونا (بالإنجليزية: Corona)‏ هي إحدى مدن مقاطعة ريفيرسيدي، كاليفورنيا. تم إعطاءها لقب مدينة في 13 يوليو، 1896.

## المناخ
يظهر الجدول التالي التغييرات المناخية على مدار السنة لكورونا:
| البيانات المناخية لـكورونا        | البيانات المناخية لـكورونا | البيانات المناخية لـكورونا | البيانات المناخية لـكورونا | البيانات المناخية لـكورونا | البيانات المناخية لـكورونا | البيانات المناخية لـكورونا | البيانات المناخية لـكورونا | البيانات المناخية لـكورونا | البيانات المناخية لـكورونا | البيانات المناخية لـكورونا | البيانات المناخية لـكورونا | البيانات المناخية لـكورونا | البيانات المناخية لـكورونا |
| الشهر                             | يناير                      | فبراير                     | مارس                       | أبريل                      | مايو                       | يونيو                      | يوليو                      | أغسطس                      | سبتمبر                     | أكتوبر                     | نوفمبر                     | ديسمبر                     | المعدل السنوي              |
| --------------------------------- | -------------------------- | -------------------------- | -------------------------- | -------------------------- | -------------------------- | -------------------------- | -------------------------- | -------------------------- | -------------------------- | -------------------------- | -------------------------- | -------------------------- | -------------------------- |
| الدرجة القصوى °ف (°م)             | 93 (34)                    | 91 (33)                    | 100 (38)                   | 100 (38)                   | 107 (42)                   | 110 (43)                   | 118 (48)                   | 110 (43)                   | 114 (46)                   | 108 (42)                   | 99 (37)                    | 94 (34)                    | 118 (48)                   |
| متوسط درجة الحرارة الكبرى °ف (°م) | 66 (19)                    | 69 (21)                    | 71 (22)                    | 77 (25)                    | 80 (27)                    | 87 (31)                    | 92 (33)                    | 93 (34)                    | 90 (32)                    | 83 (28)                    | 74 (23)                    | 68 (20)                    | 79 (26)                    |
| متوسط درجة الحرارة الصغرى °ف (°م) | 40 (4)                     | 43 (6)                     | 45 (7)                     | 48 (9)                     | 52 (11)                    | 57 (14)                    | 62 (17)                    | 64 (18)                    | 60 (16)                    | 52 (11)                    | 45 (7)                     | 42 (6)                     | 51 (11)                    |
| أدنى درجة حرارة °ف (°م)           | 23 (−5)                    | 26 (−3)                    | 28 (−2)                    | 30 (−1)                    | 32 (0)                     | 44 (7)                     | 47 (8)                     | 46 (8)                     | 41 (5)                     | 29 (−2)                    | 26 (−3)                    | 22 (−6)                    | 22 (−6)                    |
| الهطول إنش (مم)                   | 3.01 (76)                  | 3.06 (78)                  | 2.31 (59)                  | .79 (20)                   | .26 (6.6)                  | .04 (1.0)                  | .04 (1.0)                  | .12 (3.0)                  | .24 (6.1)                  | .45 (11)                   | 1.07 (27)                  | 2.08 (53)                  | 13.48 (342)                |
| متوسط أيام هطول الأمطار           | 6.9                        | 7.0                        | 5.5                        | 3.7                        | 1.2                        | 0.3                        | 0.7                        | 1.0                        | 1.2                        | 2.2                        | 4.1                        | 6.2                        | 40.1                       |
| ساعات سطوع الشمس الشهرية          | 195                        | 215                        | 260                        | 310                        | 305                        | 300                        | 380                        | 365                        | 290                        | 250                        | 210                        | 205                        | 3٬285                      |
| المصدر:                           |                            |                            |                            |                            |                            |                            |                            |                            |                            |                            |                            |                            |                            |

## توأمة
لكورونا (كاليفورنيا) اتفاقيات توأمة مع:
- غوتسو

## أعلام
- فرجينيا ديفيس
- مايكل باركس
- تشارلي غريبوين
- ويليس برادلي هافيلاند
- إلمر ميلر
- آلان دبليو. إكرت
- غاري ويب
- كريستال لويس
- تايلر هوكلن
- كين كالفرت

## وصلات خارجية
- InnerCircleCorona – a community communications system partially sponsored by the City of Corona
- كورونا (كاليفورنيا) على مشروع الدليل المفتوح